# Marquesado de Villadarias
El marquesado de Villadarias es un título nobiliario español creado por el rey Carlos II a favor de Antonio del Castillo y Maldonado por Real Decreto de 20 de marzo de 1690 y ratificado tras la publicación del Real Despacho de 7 de septiembre de 1699.
Cuando en 1690 Carlos II concedió a Antonio del Castillo y Maldonado el marquesado de Villadarias, lo hizo otorgándole vizcondado previo. Ese año quedó establecido el vizcondado de Villadarias como título temporal, que Antonio decidió ceder a su hijo y heredero Francisco del Castillo y Fajardo quien ocupó el título de vizconde de Villadarias desde 1690 hasta que, tras el Real Despacho de 1699 concerniente al marquesado de Villadarias, quedó suprimido el vizcondado y establecido definitivamente como marquesado.
En 7 de septiembre de 1760, el rey Carlos III concedió la grandeza de España al IV titular, Juan Bautista del Castillo y Veintimiglia.

## Marqueses de Villadarias
|                        | Titular                                                | Periodo                |
| Creación por Carlos II | Creación por Carlos II                                 | Creación por Carlos II |
| ---------------------- | ------------------------------------------------------ | ---------------------- |
| I                      | Antonio del Castillo y Maldonado                       | 1690-1692              |
| II                     | Francisco del Castillo y Fajardo                       | 1692-1716              |
| III                    | Antonio del Castillo y Veintimiglia                    | 1716-1741              |
| IV                     | Juan Bautista del Castillo y Veintimiglia              | 1741-1773              |
| V                      | Francisco del Castillo y Horcasitas                    | 1773-1798              |
| VI                     | Francisco Javier de Santisteban y Horcasitas           | 1798-1826              |
| VII                    | María Dolores de Santisteban y Horcasitas              | 1826-1862              |
| VIII                   | Francisco Javier Fernández de Henestrosa y Santisteban | 1863-1889              |
| IX                     | Carlos Alfonso Fernández de Henestrosa y Tacón         | 1889-1915              |
| X                      | Francisco Fernández de Henestrosa y Tacón              | 1915-1962              |
| XI                     | Carlos Fernández de Henestrosa y Le Motheux            | 1963-1987              |
| XII                    | Carlos Fernández de Henestrosa y Argüelles             | 1987-actual titular    |

## Historia de los marqueses de Villadarias

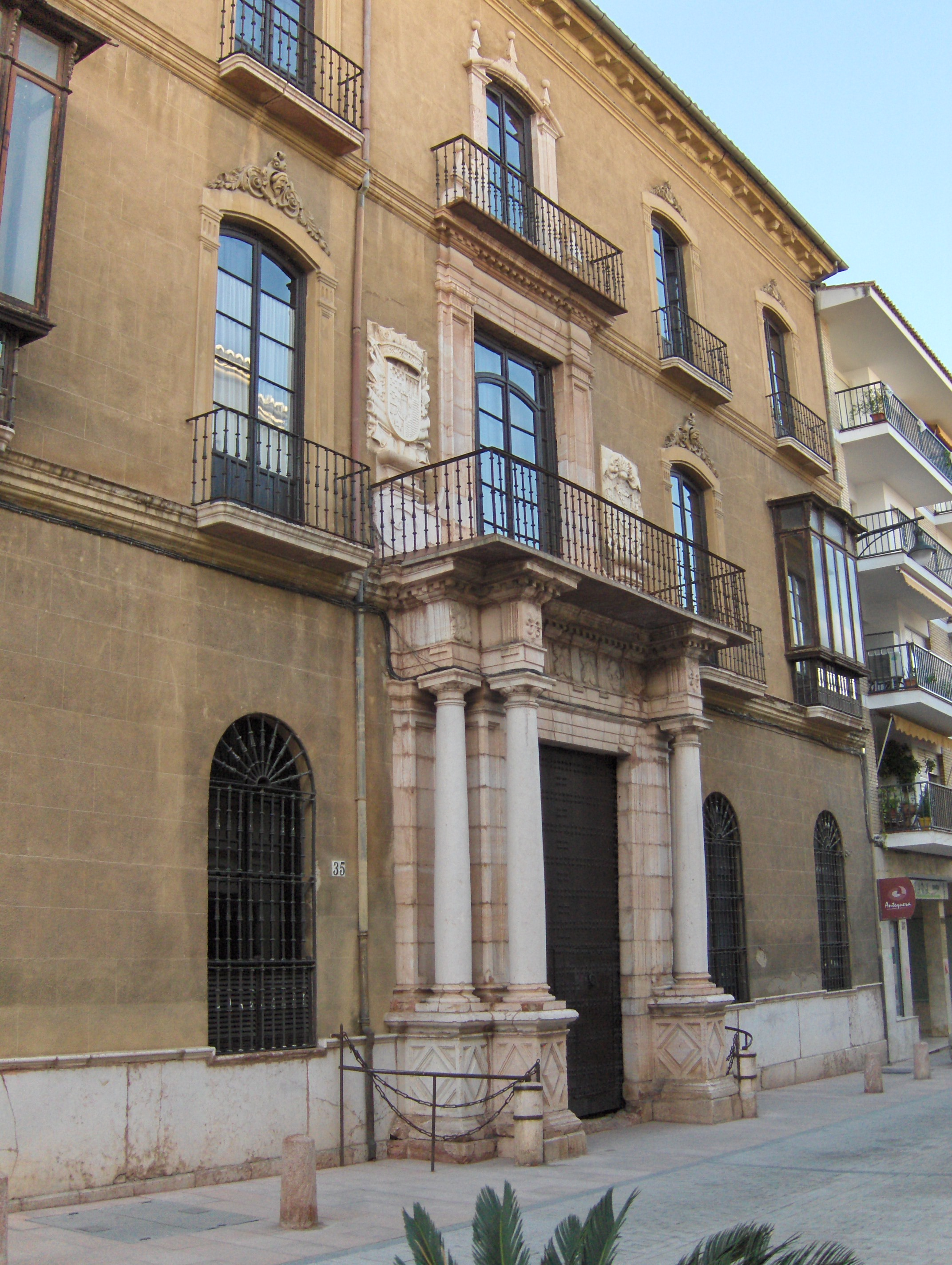
Palacio de los marqueses de Villadarias en Antequera

- Antonio del Castillo y Maldonado (baut. Málaga, 9 de junio de 1623-Málaga, 13 de noviembre de 1692), I marqués de Villadarias,[2] y caballero de la Orden de Santiago en 1672.[3]

Casó, en 1644, con Catalina Clara de los Ríos Argote, hija de Diego Fernández de Argote, caballero de la Orden de Santiago, y de Catalina de los Ríos, señora del Morillo, de quien no hubo descendencia. Le sucedió su hijo, legitimado, nacido antes de contraer matrimonio, tenido en María Muñoz de Lorca y Ruiz de la Calle, que enviudó en 1639 de Jacinto Godoy y en 1644 volvió a casar con Francisco de Baena. Era hija de Vicente Muñoz de Lorca y de Bárbara Ruiz de la Calle:
- Francisco del Castillo y Fajardo (Málaga, 17 de diciembre de 1642-Madrid, 11 de abril de 1716) II marqués de Villadarias[2] —que previamente había sido titular del vizcondado de Villadarias por cesión de su padre y antecesor—, maestre de campo, gobernador de Ostende y de Guipúzcoa, capitán general de Valencia, virrey de Navarra[2] y caballero de la Orden de Santiago.[5]

Casó, en la parroquia del Sagrario, Málaga, el 25 de marzo de 1685, con Paula de Veintimiglia y Rodríguez de Santisteban, su tía, prima segunda de su padre,  II princesa de Santo Mauro de Nápoles, V marquesa de Crópani II condesa de Peñón de la Vega. Le sucedió su hijo en 1716:
- Antonio del Castillo y Veintimiglia (m. antes de 1741),[7] III marqués de Villadarias,[2] III conde de Peñón de la Vega y VI marqués de Crópani,[7] títulos heredados de su madre en 1721, y caballero de la Orden de Santiago en 1702.[7] Falleció sin descendencia en 1741,[2] siendo su sucesor natural su hermano Francisco del Castillo, obispo de Barcelona y de Jaén, pero rechazó los títulos debido a que estaba dedicado a la Iglesia. Sus hermanos Jerónimo y Juan Bautista se repartieron sus títulos. Le sucedió en el marquesado de Villadarias, su hermano:[8]

- Juan Bautista del Castillo y Veintimiglia (baut. en San Sebastián, 26 de agosto de 1696[9]-6 de septiembre de 1773),[9] IV marqués de Villadarias,[2][10] VIII marqués de Crópani y V conde del Peñón de la Vega.[9] En 1747 falleció su sobrino Francisco Javier de Avellaneda y Lucena, pasándole a él el principado de Santo Mauro de Nápoles, tal y como establecía una cláusula que el principado llevaba adjunta. Fue caballero de la rden de Santiago, regidor perpetuo de Guadalajara y Málaga, comendador de Montachuelos en la Orden de Calatrava, gran cruz de la Orden de Carlos III y de la Orden de San Jenaro de Nápoles.[9]

Casó, el 5 de octubre de 1740, en la iglesia de San Martín de Madrid, con su sobrina carnal, Juana Petronila de Horcasitas y del Castillo (1721-1755),  III  condesa de Moriana del Río.  En 1765 falleció su hijo primogénito, Juan María del Castillo y Horcasitas que había casado con la Marquesa de Rafal, Antonia María de Heredia y Rocamora. Pasó a ser su heredero, en 1773, su otro hijo:
- Francisco María del Castillo y Fajardo (Badalona, 16 de julio de 1742-31 de octubre de 1798), V marqués de Villadarias, grande de España,[2] VI conde de Moriana del Río, X marqués de Crópani, VII conde de Peñón de la Vega, VII príncipe de Santo Mauro, teniente general, comendador de Estriana en la Orden de Santiago y caballero de la Orden del Toisón de Oro en 11 de abril de 1794.[13]

Casó, el 8 de julio de 1771, en Madrid, con María de la Concepción Teresa Fernández de Córdoba y Sarmiento, hija de los condes de Salvatierra. Fueron padres de un hijo, Francisco María del Castillo, que fue el VIII conde del Peñón de la Vega y falleció joven sin descendencia. Le sucedió su sobrino, nieto de Violante del Castillo y Veintimiglia, hija del II marqués de Villadarias:
- Francisco Javier de Santisteban y Horcasitas (Granada, 20 de enero de 1765-Cádiz, 19 de mayo de 1826),[15] VI marqués de Villadarias,[2] VII conde de Moriana del Río, VII Conde de Peñón de la Vega, VIII príncipe de Santo Mauro de Nápoles y caballero de la Orden de Calatrava.[15]

Casó el 15 de septiembre de 1782, en Alcalá de Henares, con María Josefa de Horcasitas y Melo de Portugal (m. 15 de octubre de 1822), III marquesa de la Vera. Le sucedió su hija:
- María Dolores de Santisteban y Horcasitas (1795-4 de marzo de 1862), VII Marquesa de Villadarias,[2] IV marquesa de la Vera, VIII condesa de Moriana del Río, VIII princesa de Santo Mauro de Nápoles (título que ocupó hasta su fallecimiento en 1862). Tras la muerte de María Dolores en 1862, la Corona Española suprimió el principado de Santo Mauro de Nápoles y por lo tanto no existió sucesión en un principio. Le sucedió, en el marquesado de Villadarias su hijo:

- Francisco Javier Fernández de Henestrosa y Santisteban (m. 20 de diciembre de 1887), VIII marqués de Villadarias[2] y V marqués de la Vera.

Casó en primeras nupcias el 19 de agosto de 1842 con María de la Natividad Fernández de Córdoba y Ponce de León. Contrajo un segundo matrimonio el 4 de julio de 1868 con Carolina Juana Tacón y Hewes. Le sucedió de su segundo matrimonio, su hijo:
- Carlos Alfonso Fernández de Henestrosa y Tacón (m. diciembre de 1915), IX marqués de Villadarias[2] y VI marqués de la Vera. Soltero. Sin descendientes. Le sucedió su hermano:

- Francisco de Sales Fernández de Henestrosa y Tacón (1874-18 de febrero de 1962), X marqués de Villadarias,[2] VII marqués de la Vera y gentilhombre grande de España con ejercicio y servidumbre del rey Alfonso XIII.

Casó  el 14 de junio de 1903 con Luisa Fanny Le Motheux de Bourbacky. Le sucedió su hijo:
- Carlos Fernández de Henestrosa y Le Motheux (m. noviembre de 1985), XI marqués de Villadarias[2] y VIII marqués de la Vera.

Casó el 9 de abril de 1947 con Teresa de Argüelles y Armada. Le sucedió, en 1987, su hijo:
- Carlos Fernández de Henestrosa y Argüelles, XII marqués de Villadarias[2] y IX marqués de la Vera.[16]

Casó en marzo de 1986 con Carmen Serra Rexach.